# Organismos electorales en América
Listado que incluye los organismos electorales de los países, dependencias y territorios de América

## Organismos electorales de los países de América
| País                         | Organismo | Enlaces                                                |
| ---------------------------- | --- | ------------------------------------------------------ |
| Antigua y Barbuda            | Antigua & Barbuda Electoral Commission |                                                        |
| Argentina                    | Cámara Nacional Electoral |                                                        |
| Bahamas                      | Parliamentary Registration Department |                                                        |
| Barbados                     | The Barbados Electoral and Boundaries Commission |                                                        |
| Belice                       | The Elections and Boundaries Commission The Elections and Boundaries Department                                                                        |                                                        |
| Bolivia                      | Tribunal Supremo Electoral Órgano Electoral Plurinacional                                                                                              | Archivado el 29 de agosto de 2017 en Wayback Machine.  |
| Brasil                       | Tribunal Superior Eleitoral | Archivado el 17 de febrero de 2012 en Wayback Machine. |
| Canadá                       | Elections Canada |                                                        |
| Chile                        | Servicio Electoral Tribunal Calificador de Elecciones                                                                                                  |                                                        |
| Colombia                     | Consejo Nacional Electoral Registraduría Nacional del Estado Civil                                                                                     |                                                        |
| Costa Rica                   | Tribunal Supremo de Elecciones |                                                        |
| Cuba                         | Comisión Electoral Nacional |                                                        |
| Dominica                     | Electoral Office |                                                        |
| Ecuador                      | Consejo Nacional Electoral Tribunal Contencioso Electoral                                                                                              |                                                        |
| El Salvador                  | Tribunal Supremo Electoral | Archivado el 2 de marzo de 2009 en Wayback Machine.    |
| Estados Unidos de América    | Federal Election Commission |                                                        |
| Granada                      | Parliamentary Elections Office |                                                        |
| Guatemala                    | Tribunal Supremo Electoral |                                                        |
| Guyana                       | Guyana Elections Commission |                                                        |
| Haití                        | Conseil Electoral Provisoire |                                                        |
| Honduras                     | Consejo Nacional Electoral (Reforma electoral aprobada) Tribunal de Justicia Electoral (Reforma electoral aprobada) Tribunal Supremo Electoral         |                                                        |
| Jamaica                      | Electoral Commission of Jamaica |                                                        |
| México                       | Instituto Nacional Electoral Tribunal Electoral del Poder Judicial de la Federación Fiscalía Especializada para la Atención de los Delitos Electorales |                                                        |
| Nicaragua                    | Consejo Supremo Electoral |                                                        |
| Panamá                       | Tribunal Electoral |                                                        |
| Paraguay                     | Tribunal Superior de Justicia Electoral |                                                        |
| Perú                         | Jurado Nacional de Elecciones Oficina Nacional de Procesos Electorales Registro Nacional de Identificaciòn y Estado Civil                              | Archivado el 16 de junio de 2007 en Wayback Machine.   |
| República Dominicana         | Junta Central Electoral Tribunal Superior Electoral |                                                        |
| San Cristóbal y Nieves       | Electoral Commission |                                                        |
| Santa Lucía                  | Saint Lucia Electoral Department |                                                        |
| San Vicente y las Granadinas | Electoral Office |                                                        |
| Suriname                     | Verkiezingen Suriname |                                                        |
| Trinidad y Tobago            | Elections and Boundaries Commission |                                                        |
| Uruguay                      | Corte Electoral |                                                        |
| Venezuela                    | Consejo Nacional Electoral Sala Electoral del Tribunal Supremo de Justicia                                                                             |                                                        |

## Organismos electorales de las dependencias de América
| Dependencia                    | Organismo                                          | Enlaces                                              |
| ------------------------------ | -------------------------------------------------- | ---------------------------------------------------- |
| Anguila                        | Electoral Office                                   |                                                      |
| Aruba                          | Electoral Council                                  |                                                      |
| Bermudas                       | Parliamentary Registry Office                      |                                                      |
| Bonaire                        | Eilandsraad                                        |                                                      |
| Curazao                        | Hoofdstembureau                                    |                                                      |
| Islas Caimán                   | Elections Office                                   |                                                      |
| Groenlandia                    | Valg                                               |                                                      |
| Guayana Francesa               | Tribunal Administratif de la Guyane                |                                                      |
| Guadalupe                      | Tribunal Administratif de la Guadeloupe            |                                                      |
| Islas Malvinas                 | Supreme Court of the Falkland Islands              |                                                      |
| Islas Turcas y Caicos          | Elections Department                               | Archivado el 21 de abril de 2019 en Wayback Machine. |
| Islas Vírgenes Estadounidenses | Board of Elections                                 |                                                      |
| Islas Vírgenes Británicas      | Elections Office                                   |                                                      |
| Martinica                      | Tribunal Administratif de la Martinique            |                                                      |
| Montserrat                     | Electoral Commission                               |                                                      |
| Puerto Rico                    | Comisión Estatal de Elecciones                     |                                                      |
| Saba                           | Kiesraad                                           |                                                      |
| Saint-Martin                   | Tribunal Administratif de Saint-Martin             |                                                      |
| San Bartolomé                  | Tribunal Administratif de Saint-Barthélemy         |                                                      |
| San Eustaquio                  | Eilandsraad St. Eustatius                          |                                                      |
| San Pedro y Miguelón           | Tribunal Administratif de Saint-Pierre-et-Miquelon |                                                      |